# Poecile hypermelaenus
Poecile hypermelaenus là một loài chim trong họ Paridae.